# 谷歌健康
谷歌健康（Google Health）是一个个人健康信息集中服务（有时称为个人健康记录服务），谷歌于2008年推出该服务，并于2012年1月1日停止维护。 这项服务允许谷歌用户自愿将他们的健康记录录入谷歌健康系统——无论是手动还是通过登录合作医疗服务提供商的账户——从而将可能独立的健康记录合并为一个集中的谷歌健康档案。
自愿提供的信息可以包括「健康状况、药物，以及可能的过敏原」。 一旦输入，Google 健康会使用这些信息以向用户提供合并的健康记录、病情信息以及药物、病情和过敏之间可能的相互作用。 谷歌健康的 API 是基于连续护理记录的子集。

## 历史
谷歌健康从2006年年中开始发展。2008年，克利夫兰诊所对1600名患者进行了为期两个月的试点测试。 从2008年5月20日开始，谷歌健康作为一项在测试阶段的服务向公众开放。
2010年9月15日，谷歌更新了谷歌健康的应用外观和使用体验。
2011年6月24日，谷歌健康宣布将于2012年1月1日停止维护; 数据可供下载到2013年1月1日。谷歌放弃这个项目的原因是因为谷歌健康的影响未达到预想的那么大。

## 合作伙伴
谷歌健康，像其他谷歌产品一样，是免费提供给使用者的。然而，与其他谷歌服务不同的是，谷歌健康不包含任何商业性广告。 谷歌没有透露它打算如何通过这项服务赚钱，但《华尔街日报》的一篇文章说，谷歌健康的赚钱方法"不排除未来的可能性" 谷歌已经提交了美国专利申请 # 20070282632,"在电子医疗记录系统中发布广告的方法和设备"。
谷歌健康可以从以下合作伙伴那里获取个人医疗和 / 或药物处方信息: Allscripts、 Anvita Health、美国贝斯以色列女执事医疗中心、马萨诸塞州蓝十字盾、克利夫兰诊所、 CVS Caremark、 Drugs.com、 healthgrads、朗斯药品、美可保健、 Quest Diagnostics、 RxAmerica 和 Walgreens。
想要健康记录与其他服务提供商（不在上方列表内的提供商）保持一致的用户必须手动输入他们的数据，或者付费让谷歌健康的合作伙伴提供这项服务。Mediconnect Global 就是这样一个合作伙伴，他们可以收取一定的费用，从世界各地获取用户的医疗记录，并将其添加到谷歌健康用户的个人资料中。
自2010年1月起，Withings WiFi（一项健康服务）使谷歌健康用户能够无缝更新此服务的体重和其他数据到他们的Google健康在线档案
最近，为了满足更多一站式的需求，谷歌健康开始与其他远程健康服务提供商建立关系，允许用户将他们的远程健康咨询数据与他们的在线健康记录同步。迄今为止，已经与以下公司建立了合作伙伴关系: MDLiveCare 和 Hello Health。

## 隐私问题
谷歌健康是一个可选服务，这意味着它只能访问个人自愿提供的医疗信息。未经当事人明确同意和采取行动，不得检索当事人的任何部分医疗记录。 然而，不可否认的是，它的确鼓励用户为其他个人建立档案。
根据其服务条款，谷歌健康在1996年的美国健康和保险便利的责任法案中并不被认为是一个"覆盖实体"; 因此，HIPAA 隐私法并不适用于它。
《纽约时报》(New York Times)在一篇报道谷歌健康发布的文章中，讨论了隐私问题，称"病人显然没有回避谷歌健康记录，因为他们担心，如果由一家大型科技公司持有他们的个人健康信息可能会不安全。" 一些人则认为，由于人与人之间的互动减少，谷歌健康可能比目前的"纸质"健康记录系统更加私密。
对于谷歌不是一个覆盖实体的立场，各方对此服务上市后的反应各不相同。有些人非常消极，例如ZDNet的Nathan McFeters。其他一些人，包括自由/开源软件卫生保健活动家Fred Trotter，则认为，如果HIPAA覆盖像谷歌健康这样的个人健康记录服务，将是不可能的。

## 竞争对手
谷歌健康在美国的主要竞争对手是微软的 HealthVault，Dossia 和开源的 Indivo 项目。还有许多其他的开源和专有的 PHR 健康服务，包括那些在美国之外竞争的健康服务。
2011年7月18日，微软发布了一个工具，允许谷歌健康用户将个人健康信息转移到微软 HealthVault 账户。
2011年12月7日，MediConnect Global 发布了一个类似的功能，允许谷歌健康用户将他们的个人健康记录转移到 MyMediConnect 账户。

## 停止维护
2011年6月24日，谷歌宣布将停止谷歌健康服务。 谷歌表示，他们停止谷歌健康服务是因为它的影响不像预期的那么广泛:
|                                 | ......经过几年的观察，我们发现谷歌健康并没有产生我们希望的广泛影响。 |
| ——From The Official Google Blog |                                                                      |

直到2013年1月1日，谷歌仍继续运营谷歌健康网站，在此期间，还为用户提供了下载数据或将数据传输到微软 HealthVault 的选项。